# Huonia oreophila
Huonia oreophila – gatunek ważki z rodziny ważkowatych (Libellulidae).